# برتیل روس
برتیل روس (سوئدی: Bertil Roos؛ زادهٔ ۱۲ اکتبر ۱۹۴۳ در یوتبری، درگذشتهٔ ۳۱ مارس ۲۰۱۶ در استرودزبورگ شرقی، پنسیلوانیا) رانندهٔ مسابقات اتومبیل‌رانی اهل سوئد بود که در فصل ۱۹۷۴ در مجموع در یک گراند پری از مسابقات جهانی فرمول یک شرکت کرد، اما موفق به کسب هیچ امتیازی نشد.
روس در ۳۱ مارس ۲۰۱۶ پس از تحمل یک دورهٔ طولانی بیماری، در مرکز درمانی پوکونو در استرودزبورگ شرقی، پنسیلوانیا درگذشت.